# Aliança (Bíblia)
El terme Aliança fa referència a un conveni o pacte que s'estableix entre dues o més parts per aconseguir un propòsit o un fi determinat. L'Antic Testament feia referència, per tant, al pacte que s'establia entre Déu i el seu poble o bé entre Déu i algun personatge concret (Noè, Abraham, Moisès…). Nogensmenys, quan es parla de l'Aliança, es fa referència a l'esdeveniment configurador, el poble israelita. D'aquesta manera, els cristians troben el valor d'una Nova Aliança en l'esdeveniment de la mort i de la resurrecció de Jesucrist, i hi troben les claus d'un nou pacte de salvació.

## L'Aliança de Moisès
Fonamentalment, fa referència a l'Aliança que establí Déu amb el poble jueu al mont Sinaí. Es fa clau en aquesta Aliança la figura de Moisès, a qui enllacen el contingut dels llibres de l'Èxode, Levític, Nombres i Deuteronomi.
El passatge més important es desenvolupa al text d'Ex 20, en què es narra el Decàleg, que assenyala les obligacions que s'establien i que el poble havia d'assumir. D'aquesta manera, hi ha un altre passatge paral·lel a aquest en la tradició deuteronomista, i que es pot trobar a Dt 5.
Aquesta Aliança inclou també el valor de l'arca que la transportava, anomenada comunament Arca de l'Aliança.

## Altres aliances
A l'Antic Testament es pot assenyalar una altra sèrie d'aliances, tot i que de menor rellevància. En primer lloc destaca la que establí Déu amb Noè després del diluvi. Aquesta ve reflectida en Gn 9, 13ss. on es parla que el signe de l'aliança, que apareix per iniciativa de Déu, serà l'arc de Sant Martí.
També es pot trobar, amb més relleu encara, el text de Gn 17, on es mostra el pacte de Déu amb el patriarca Abraham, a qui prometé una descendència tan nombrosa com els estels del cel i les sorres dels mars. Aquest pacte serà el que impliqui el canvi de nom, és a dir, del seu primitiu nom Abram a Abraham (Gn 17, 5). D'aquesta manera, el gest pel qual es transmetrà aquest pacte serà mitjançant la circumcisió (Gn 17, 10). Aquest ritu era en principi un ritu que tenia un caràcter matrimonial i iniciador dins de la vida de la tribu, però que fou adoptat amb significació religiosa.
En la història bíblica s'hi assenyala igualment l'aliança davídica que s'estableix mitjançant Joadà, que era el cap del sacerdoci de Jerusalem. Com indica el passatge 2 R 11,17, se celebrà una aliança tripartita que incloïa Déu, el rei David i el poble, per la qual el poble passava a ser el poble de Déu.

## L'Aliança Cristiana
També en el cristianisme s'observa una aliança renovada entre Déu i els homes, però que es mesura en la figura de Jesucrist. La tradició cristiana situa l'acte redemptor en la mort i en la resurrecció de Jesús. Així apareix entès en diversos passatges de la teologia paulina a través de les cartes als romans i als Efesis. Els Evangelis recullen el sentit d'aliança en passatges de Mateu, així com se'n fa també eco el text d'Hebreus (en diversos punts situa Jesucrist com el nou Summe Sacerdot) i en l'Apocalipsi, al capítol 21, on reprèn una expressió típica de l'Aliança expressant la unió de Déu amb el seu poble.